# Запис Костића јасен (Драгово)
Запис Костића јасен (Драгово) се налази на парцели чији је власник Костић Веросава.

## Локација
| Општина             | Рековац                                                                     |
| Катастарска општина | Драгово                                                                     |
| Потес               | Село                                                                        |
| Координате          | 43° 47′ 37″ С; 21° 04′ 42″ И / 43.793500000000002° С; 21.078399999999998° И |
| Надморска висина    | 316m                                                                        |

## Карактеристике
Дендрометријске вредности утврђене на терену и сателитским снимцима:
| Стабло                     | Јасен |
| Висина стабла              | m     |
| Обим дебла                 | m     |
| Пречник крошње             | 0m    |
| Пречник дебла              | m     |
| Висина дебла до прве гране | m     |

## База записа
Запис је у оквиру Викимедија пројекта "Запис - Свето дрво" заведен под редним бројем 0225.